# Carapoia capixaba
Carapoia capixaba  (лат.) — вид пауков-сенокосцев  рода Carapoia (лат. Pholcidae). Распространён в Южной Америке (Бразилия, штат Эспириту-Санту). Название вида происходит от термина capixaba, используемого для тех, кто родился в Эспириту-Санту.

## Описание
Мелкие пауки-сенокосцы, длина тела около 3 мм, ширина карапакса 1,3 мм. Хелицеры самцов с 10 модифицированными волосками. Брюшко серое. Основная окраска головогруди и ног коричневая. Имеют 8 глаз. Ноги очень длинные. Брюшко коротко-цилиндрическое и заострённое у паутинных бородавок. Обитают около земли, под листьями и ветвями вместе с другим видами, такими как Carapoia mirim (на участке Sooretama) или с Carapoia patafina (в Córrego do Veado).

## Систематика
Отличается от близких видов формой прокурсуса (дистального отростка цимбиума, видоизменения последнего членика педипальп), строением хелицер самца и строением гениталий самки. Вид был впервые описан в 2016 году в ходе исследования разнообразия и эндемизма пауков Южной Америки, проведённого немецким арахнологом Бернхардом Хубером (Bernhard Huber, Alexander Koenig Research Museum of Zoology, Бонн, Германия).